# Лимацелла нежная
Лимаце́лла не́жная (лат. Limacella delicata) — гриб рода Лимацелла (Limacella) семейства Мухоморовые (Amanitaceae). Некоторые авторы считают этот гриб разновидностью лимацеллы клейкой (Limacella glioderma). Съедобность или токсичность неизвестны.

## Описание
Шляпка диаметром 2—4 см, тонкая, полушаровидная, позже раскрывается до плоско-выпуклой, имеет округлый центральный бугорок, край тонкий, волнистый, подвёрнутый. Кожица желатинозно-слизистая, гладкая, коричневатая, желтоватая или красновато-розовая, с возрастом не выцветает.
Мякоть белая, запах и вкус не выражены, на срезе по краю шляпки появляется красноватый оттенок.
Пластинки свободные, частые, тонкие, белые или желтовато-кремовые, имеются пластиночки.
Ножка центральная, цилиндрическая, размерами 3—5×0,3—0,5 см, выполненная, позже с полостями. Поверхность беловатая, ниже кольца желтоватая или с красноватым оттенком, покрытая хлопьевидными чешуйками.
Остатки покрывал: вольва отсутствует, имеется кольцо.
Споровый порошок белый.
Микроскопические признаки:
Споры округлые, диаметром 4—5 мкм, гладкие, бесцветные.
Базидии четырёхспоровые, булавовидные, размерами 20—40×5—8 мкм.
Трама пластинок неправильного типа, гифы диаметром 4—8 мкм.

## Экология и распространение
Растёт в хвойных и лиственных лесах, в парках на почве, может вырастать в парниках. Встречается очень редко.
Распространена в умеренном поясе Европы от Британских островов до Украины, встречается в субтропиках (Южный берег Крыма).
Сезон июль — октябрь.

## Сходные виды
Другие лимацеллы, считаются малоизвестными съедобными грибами:
- Лимацелла капельная (Limacella guttata) больше размерами, со светлоокрашенной шляпкой.
- Лимацелла клейкая (Limacella glioderma) отличается шляпкой, выцветающей со временем до серо-жёлтого цвета и сильным мучным запахом мякоти.